# 荷普·皮姆
荷普·皮姆（英語：Hope Pym）是一位出現在漫威漫畫中的虛構超级反派，名為「紅皇后」。首次出現於《A-Next》第7期（1999年4月），是汉克·皮姆和珍納·芳婷於MC2宇宙的女兒。在漫威電影宇宙，荷普·皮姆是以第二代黃蜂女的形式出現，角色由伊万杰琳·莉莉飾演，並改用了母親的姓氏，名字為可兒·芳婷。

## 故事
在父母離世後，可兒和她的雙胞胎弟弟亨利·皮姆對於人們開始將A-Next稱為“下一代復仇者聯盟”而感到憤怒。他們利用父母的遺產組成了“報仇者聯盟”，並通過父母的密碼進入了復仇者大廈的內部 。可兒的主力報復對象為「蟻人」史考特·朗恩和其女兒卡珊德拉·朗恩，她認為史考特繼承了蟻人的戰衣，並給女兒設計了一件功能上與黃蜂女幾乎一樣，名為Stinger的戰衣是對雙親的侮辱。最後亨利背叛了姐姐可兒，阻止了自毀程式的啟動，還成為了復仇者聯盟的一員，代號為Big Man。

## 能力
紅皇后的戰衣是依照母親的黃蜂女戰衣而設計的，擁有一雙用於飛行的機械翅膀和手腕上的激光炮。但沒有皮姆粒子的協助，不能隨意改變身體尺寸。這是跟黃蜂女最大的分別。

## 其他媒體

### 電影
- 漫威電影宇宙：由伊万杰琳·莉莉飾演第二代黃蜂女荷普·汎戴茵（英语：Hope van Dyne）[3][4][5] 。
  - 《蟻人》（2015年）：協助父親把史考特訓練成為第二代蟻俠，並於結局彩蛋中，繼承了母親的黃蜂女戰衣。
  - 《蟻人與黃蜂女》[6]（2018年）：正式以黃蜂女的身份活動，但《索高維亞協議》的實行，逼使可兒跟父親開展逃亡生活。在逃避FBI的追捕的同時，設法營救困在量子世界的母親。片尾受到薩諾斯的彈指影響，一家三口灰飛煙滅。
  - 《復仇者聯盟：終局之戰》（2019年）：化灰後的五年，被變形俠醫的彈指，和奇異博士的魔法下，返回現實世界，與其他復仇者一起對抗薩諾斯及其軍團。
  - 《蟻人與黃蜂女：量子狂熱》（2023年）

### 電視
- 漫威電影宇宙：由伊万杰琳·莉莉飾演荷普·汎戴茵，而瑪德蓮·麥嘉則飾演幼年版。
  - 《無限可能：假如…？》第一季（2021年）[7]：動畫劇集，伊万杰琳·莉莉配音演出。
    - 集數：假如喪屍來襲

  - 《無限可能：假如…？》第二季（2023年）：動畫劇集，瑪德蓮·麥嘉配音演出。
    - 集數：假如…彼得·奎爾攻擊地球最強英雄呢？

### 遊樂設施
- 蟻俠與黃蜂女：擊戰特攻！：由伊万杰琳·莉莉飾演荷普·汎戴茵。
- 《復仇者聯盟：量子邂逅》（Avengers: Quantum Encounter）：迪士尼郵輪用餐體驗，由伊万杰琳·莉莉飾演荷普·汎戴茵。

## 外部連結
- Marvel Graphic Novels and Related Publications: An Annotated Guide to Comics ...（页面存档备份，存于）
- Edgar Wright Teases Scott Lang For Ant-Man Movie
- Scott Lang Discovers the Ant-Man Suit in First "Ant-Man" Clip（页面存档备份，存于）
- The Black order, Winter Soldier, Ant-Man and more to feature in the second season of Avengers Assemble（页面存档备份，存于）